# Messier 58
Messier 58 (auch als NGC 4579 bezeichnet) ist eine 9,6 mag helle Balken-Spiralgalaxie mit einer Flächenausdehnung von 6,0′ × 4,8′ im Sternbild Jungfrau auf der Ekliptik. Die meisten Quellen gehen davon aus, dass es sich bei M58 um eine Balken-Spiralgalaxie vom Typ SBb in der Hubble-Sequenz handelt. Messier 58 wurde am 15. April 1779 vom französischen Astronomen Charles Messier entdeckt.

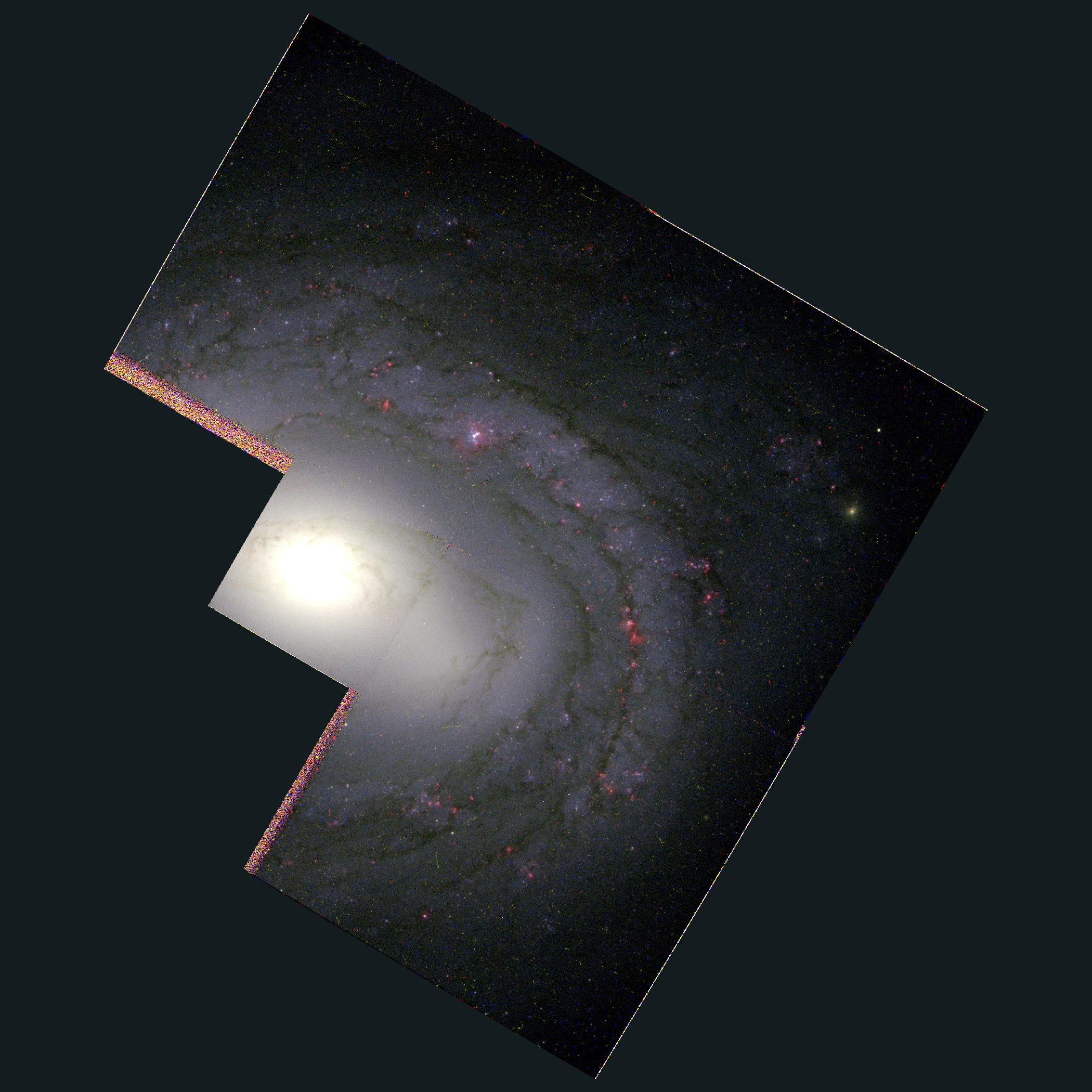
Detailaufnahme im sichtbaren Licht des Hubble-Weltraumteleskops
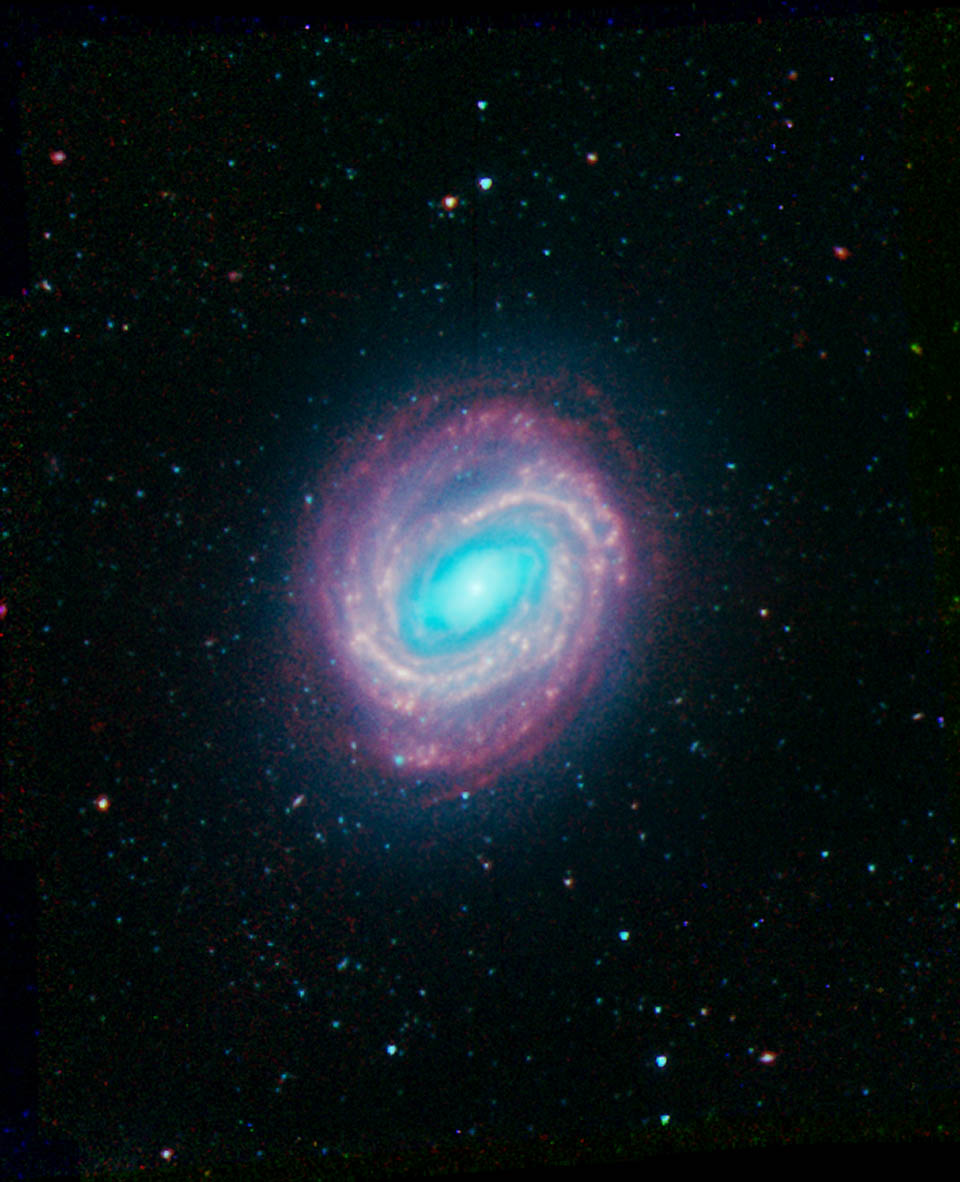
Infrarotaufnahme des Spitzer-Weltraumteleskops